# Munkáspárt (Brazília)
A Munkáspárt (portugálul: Partido dos Trabalhadores, rövidítése: PT) Brazília és egyben Latin-Amerika legnagyobb baloldali pártja. 
A párt az 1964-es brazíliai puccs nyomán létrejött katonai diktatúra ellenzékeként jött létre. A diktatúra bukása után egészen 2014-ig a párt, a nevével ellentétben jobbközép Szociáldemokrata Párttal a brazíliai belpolitika meghatározója volt.  Ezen időszak alatt két elnököt is adott a párt az országnak, mindketten ráadásul újrázni tudott, így összesen 14 évig voltak hatalmon az országban: Luiz Inácio Lula da Silva (2002-2010) és Dilma Rousseff (2010-2016). 

## Története
1980. február10-én São Paulóban alapította meg a pártot olyan hetetorgén militánsokból álló csoport, amely ellenezte Brazília katonai rezsimjét. A militánsok mellett a csoport tagjai voltak szakszervezetisek, baloldali értelmiségiek, művészek és azon keresztények, akik a felszabadítási teológia irányzat követői voltak. A szakszervezetisek közt sokan a Sao Paulo állam ipari régiójának munkásait képviselő Munkások Egyesült Központja (CUT) szervezetből kerültek ki, akik 1978 és 1980 között hatalmas sztrájkokat vittek véghez.  Valamint a régi brazil baloldal képviselői az 1979-es amnesztia törvénynek köszönhetően visszatérhettek száműzetésükből. Ezen baloldaliak közt számos értelmiségi, újságíró, művész, szakszervezeti vezető volt, akiket a katonai rezsim alatt bebörtönöztek és kínzásokat alkalmaztak velük szemben. A későbbi elnök Dilma Rousseff is börtönben volt 1970 és 1972 között. 
A puccs után a diktatúra alatt egyetlen, hivatalosan elismert szakszervezet létezett, a Munkások Általános Parancsnoksága (Comando Geral dos Trabalhadores – CGT) , amely a rezsim Munkaügyi Minisztériuma alá tartozott. Ekkora a szakszervezetek Getúlio Vargas elnöksége óta, gyakorlatilag állami hivatalként működtek. A valódi, önszerveződő szakszervezeti mozgalmak először az 1970-es évek végén megtartott sztrájkok nyomán alakultak meg. Ennek vezetője Luiz Inácio Lula da Silva lett, akinek sikerült egy olyan szakszervezetet létrehozni, amelyben nem volt az államnak befolyása.  
A szakszervezeti mozgalom eleinte csak szakmai kérdésekkel és a munkások érdekképviseletével foglalkozott, de mivel sikeresnek mutatkozott a mozgalom egyre nagyobb nyomás helyezkedett a mozgalomra baloldali értelmiségiek részéről, hogy szervezzék meg saját pártjukat hasonló stratégia mentén, ahogyan Lengyelországban a Szolidaritás mozgalom megalakult.
A párt ekkor hátat fordított a sztálinizmusnak és a marxizmusnak és egyre inkább a demokratikus szocizalimus vált a főideológiává. Hivatalosan a mozgalmat 1982-ben jegyezte be pártként, a Brazil Legfelsőbb Választási Bíróság. Az első hivatalos párttag, a kritikus és egykori trockista aktivista Mário Pedrosa lett, illetve Sérgio Buarque de Holanda történész, akinek lánya Ana de Holanda később Dilma Rousseff kabinetjének kulturális minisztere lett.
1988-ban elfogadták Brazília jelenleg is hatályos alkotmányát, amely kétfordulós elnökválasztási rendszert vezetett be az országban. Az alkotmánnyal véget ért az 1964 óta fennállt katonai diktatúra.

## Ideológia
A párt magát baloldali irányzatúnak tartja, a baloldal radikálisabb szárnyát képviselik. 
Az 1988-as alkotmányozó nemzetgyűlésen támogatták Brazília külső adósságának elutasítását, valamint a bankok, nyersanyagok államosítását és radikális földreformot sürgettek.  A párt az évek folyamán mérséklődött, de a radikalizmusnak nem igazán fordítottak hátat még az 1989-es brazíliai elnökválasztás után sem, amit Lula elvesztett. Sőt, az 1993-ban megtartott 8. párt kongresszuson Lula amellett érvelt, hogy a párt "forradalmi és szocialista karakterű" és hogy "a kapitalizmus és magántulajdon nem nyújt az emberiség számára jövőt". 
A párt mai arculata az 1994-es brazíliai elnökválasztás után alakult ki, amit Lula ismét elvesztett és  Fernando Henrique Cardoso nyert meg. Ekkor a párton belül önvizsgálat zajlódott le és az 1997-es párt kongresszuson Lula "demokratikus forradalom" lezajlásáról beszélt. Ennek következtében a párt sokkal többet beszélt az átláthatóan működő állam szükségességéről. 
A párton belül több irányzat is van: szociáldemokrata, szocialista, demokratikus baloldali, népi baloldal, radikális baloldal. 

## Választói bázis
A párt választói bázisának nagy része az északi és északkeleti régiókban él. Emellett a párt elnök-jelöltje mindig győzött 1998 és 2014 között Rio de Janeiro és 2002-2014 között Minas Gerais államokban. A kezdetekben sok szavazó volt Sao Paulo állam urbánus környezetben élő gyári munkásai közt, köszönhetően az alulról szerveződő szakszervezeti mozgalmaknak. Manapság sok a kisvárosi új szavazó.  

## Nemzeti Kongresszus

### Képviselőház
| Választási év | Szavazatok száma | % Szavazatok | +/–     | Elnyert mandátumok | +/– |
| ------------- | ---------------- | ------------ | ------- | ------------------ | --- |
| 1990          | 4,128,052        | 10.2         | Új párt | 35 / 502           | 19  |
| 1994          | 5,959,854        | 13.1         | 2.9     | 49 / 513           | 14  |
| 1998          | 8,786,528        | 13.9         | 0.8     | 58 / 513           | 9   |
| 2002          | 16,094,080       | 18.4         | 4.5     | 91 / 513           | 33  |
| 2006          | 13,989,859       | 15.0         | 3.4     | 83 / 513           | 8   |
| 2010          | 16,289,199       | 16.9         | 1.9     | 88 / 513           | 5   |
| 2014          | 13,554,166       | 14.0         | 1.9     | 68 / 513           | 20  |
| 2018          | 10,126,611       | 10.3         | 3.7     | 56 / 513           | 12  |
| 2022          | 15,354,125       | 13.9         | 3.6     | 69 / 513           | 13  |

### Szenátus
| Választási év | Szavazatok száma | % Szavazatok | +/– | Elnyert mandátumok száma | +/– |
| ------------- | ---------------- | ------------ | --- | ------------------------ | --- |
| 1990          | N/A              | N/A          | N/A | 1 / 31                   | N/A |
| 1994          | 13,198,319       | 13.8         | N/A | 4 / 54                   | 3   |
| 1998          | 11,392,662       | 18.4         | 4.6 | 7 / 81                   | 3   |
| 2002          | 32,739,665       | 21.3         | 2.9 | 14 / 81                  | 7   |
| 2006          | 16,222,159       | 19.2         | 2.1 | 10 / 81                  | 4   |
| 2010          | 39,410,141       | 23.1         | 3.9 | 15 / 81                  | 5   |
| 2014          | 15,155,818       | 17.0         | 6.1 | 12 / 81                  | 3   |
| 2018          | 24,785,670       | 14.5         | 2.5 | 6 / 81                   | 6   |
| 2022          | 12,456,553       | 12.2         | 2.3 | 9 / 81                   | 3   |